# 库拉帕蒂

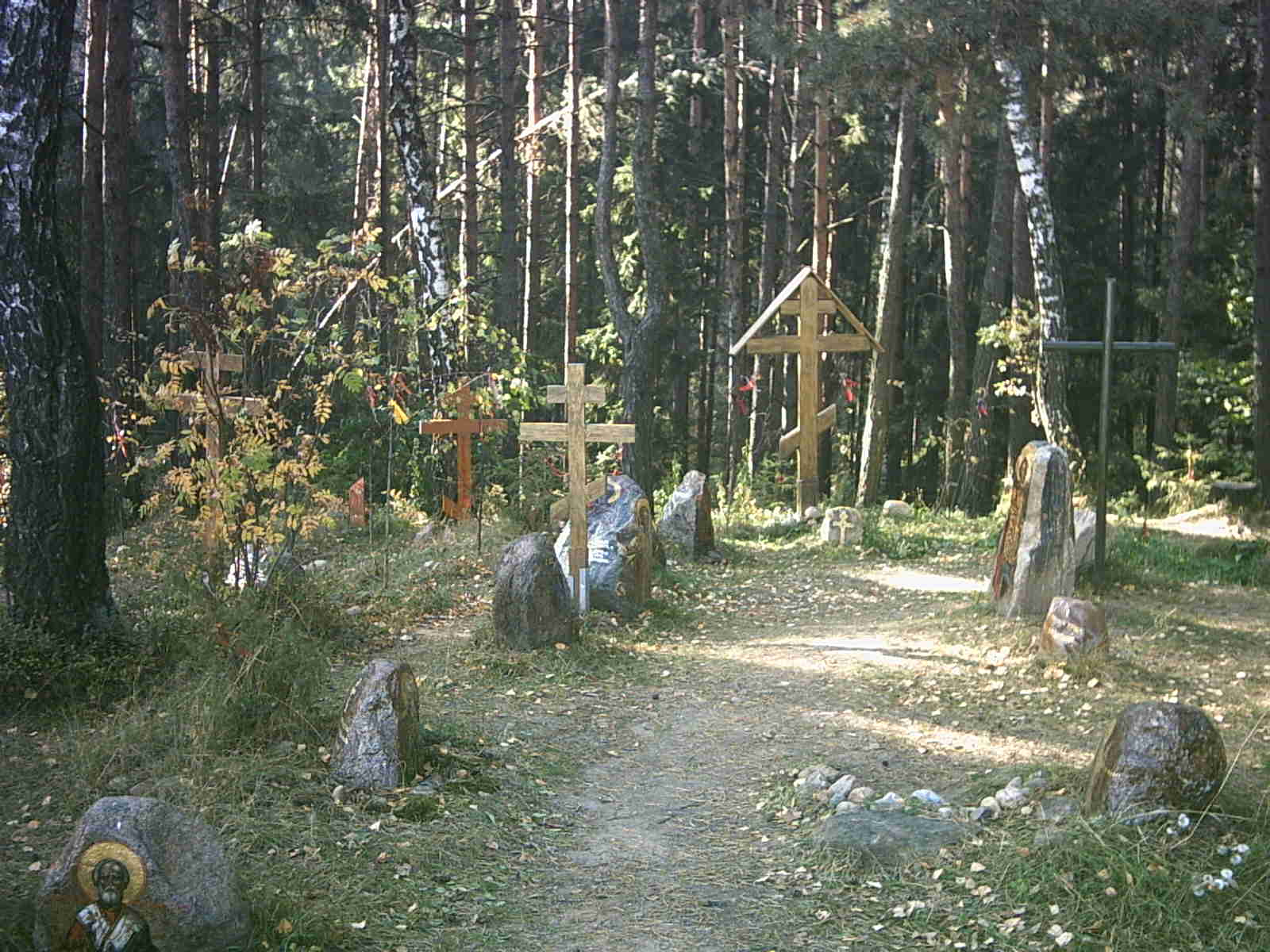
库拉帕蒂万人冢

库拉帕蒂是位于白俄罗斯明斯克郊区的一片林区。

## 历史
1937-1941年大清洗期间，大量受害者在这里被苏联秘密警察內務人民委員部处决。受害者中的绝大多数都來自白俄罗斯知识阶层。2004年，库拉帕蒂的万人冢被列入一级文化遗产。